# کدبندی نویسه
کدبندی نویسه (به انگلیسی: Character encoding) سیستمی است که هر نویسه را به چیز دیگری مانند الگویی از بیت‌ها، دنباله‌ای از اعداد طبیعی، هشت بیت متوالی (بایت) یا پالس‌های الکتریکی مربوط می‌کند تا بتوان داده‌ها را که  متشکل از متن و اعداد هستند، ذخیره کرد یا توسط شبکه‌های ارتباطی منتقل کرد.

## تاریخچه
مثال‌های معروف برای کدبندی نویسه‌ها شامل کد مورس، کد اسکی و یونیکد می‌شود.
کد مورس در سال ۱۸۴۰ میلادی ابداع شد. این کد هر حرف الفبای انگلیسی و رقم‌های صفر تا نه را به دنباله‌ای از فشرده شدن کوتاه و بلند کلید تلگراف کدبندی می‌کرد.
اسکی که در سال ۱۹۶۰ تا ۱۹۶۳ تالیف شد، یک جدول کدبندی ۷بیتی است که اعداد، حروف، نمادها و نویسه‌های کنترلی را به وسیله اعداد صحیح به کد‌های با طول ثابت کدبندی می‌کند.
کدبندی EBCDIC که توسط شرکت آی بی ام در سال 1963
معرفی شد، یک جدول کدبندی ۸بیتی است.
محدودیت‌های جدول‌های اینچنینی به سرعت مشخص شد و چندین روش تک منظوره به کار گرفته شدند تا آنها را گسترش دهند. پشتیبانی از دستگاه‌های نوشتاری بیشتر برای زبان‌های مختلف از جمله زبان‌های شرق آسیا مانند چینی و کره‌ای، نیازمند پشتیبانی از نویسه‌های بسیار بیشتری بود و استفاده از روش منظم تری برای کدبندی ضروری بود.